# Cuterebra grandis
Cuterebra grandis är en tvåvingeart som först beskrevs av Guérin-Méneville 1844.  Cuterebra grandis ingår i släktet Cuterebra och familjen styngflugor. Inga underarter finns listade i Catalogue of Life.